# South Toledo Bend, Texas
South Toledo Bend là một nơi ấn định cho điều tra dân số (CDP) thuộc quận Newton, tiểu bang Texas, Hoa Kỳ. Năm 2010, dân số của nơi này là 524 người.

## Dân số
- Dân số năm 2000: 576 người.
- Dân số năm 2010: 524 người.